# 光叶樱桃
光叶樱桃（学名：Cerasus glabra）为蔷薇科樱属的植物，是中国的特有植物。分布于中国大陆的湖北、四川等地，生长于海拔600米至1,300米的地区，多生在山坡林中，目前尚未由人工引种栽培。

## 异名
- Prunus glabra (Pamp.) Koehne